# Новая Изоча
Новая Изоча — деревня в Невельском районе Псковской области России. Входит в состав Ивановской волости.

## География
Деревня находится в южной части Псковской области, в зоне хвойно-широколиственных лесов, на берегах реки Изочи, к северу от озера Большой Иван, на расстоянии примерно 13 километров (по прямой) к северо-востоку от города Невеля, административного центра района. Абсолютная высота — 157 метров над уровнем моря.

### Климат
Климат характеризуется как умеренно континентальный, с продолжительной снежной зимой и относительно коротким тёплым летом. Среднегодовая температура воздуха — 4,4 °С. Средняя многолетняя температура самого холодного месяца (января) составляет −8 °С, средняя температура самого тёплого (июля) — +17,4°С. Среднегодовое количество осадков — 554 мм. Снежный покров держится в течение 100—105 дней.

### Часовой пояс
Деревня Новая Изоча, как и вся Псковская область, находится в часовой зоне МСК (московское время). Смещение применяемого времени относительно UTC составляет +3:00.

## История
До апреля 2015 года деревня входила в состав ныне упразднённой Голубоозерской волости.

## Население
| 2001 | 2002 | 2010 |
| ---- | ---- | ---- |
| 2    | ↘0   | ↗3   |